# Sukosari Lor
Sukosari Lor is een bestuurslaag in het regentschap Bondowoso van de provincie Oost-Java, Indonesië. Sukosari Lor telt 3680 inwoners (volkstelling 2010).